# ハナウマ湾

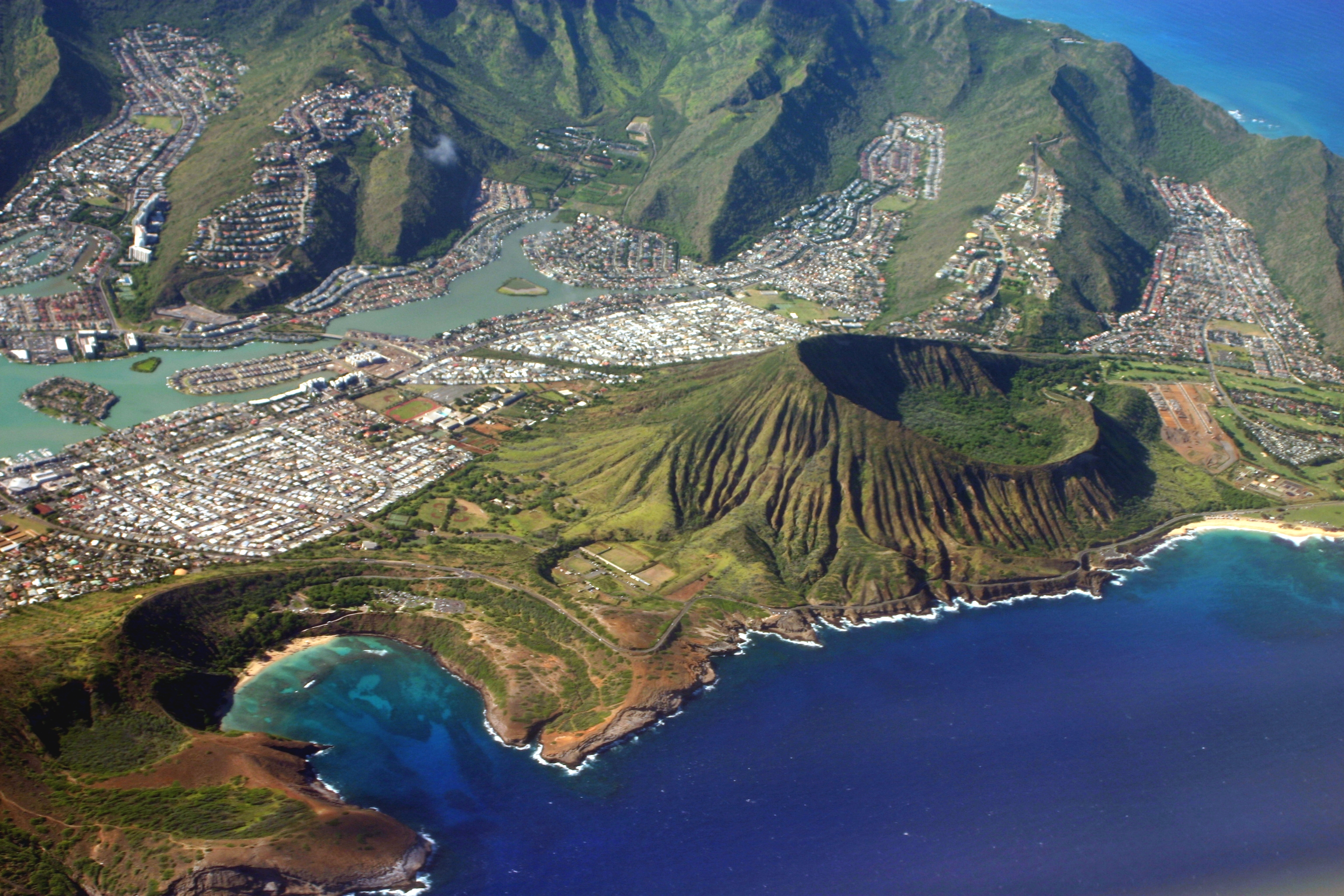
ハナウマ湾（左）とココヘッド（ココクレーター）（右）

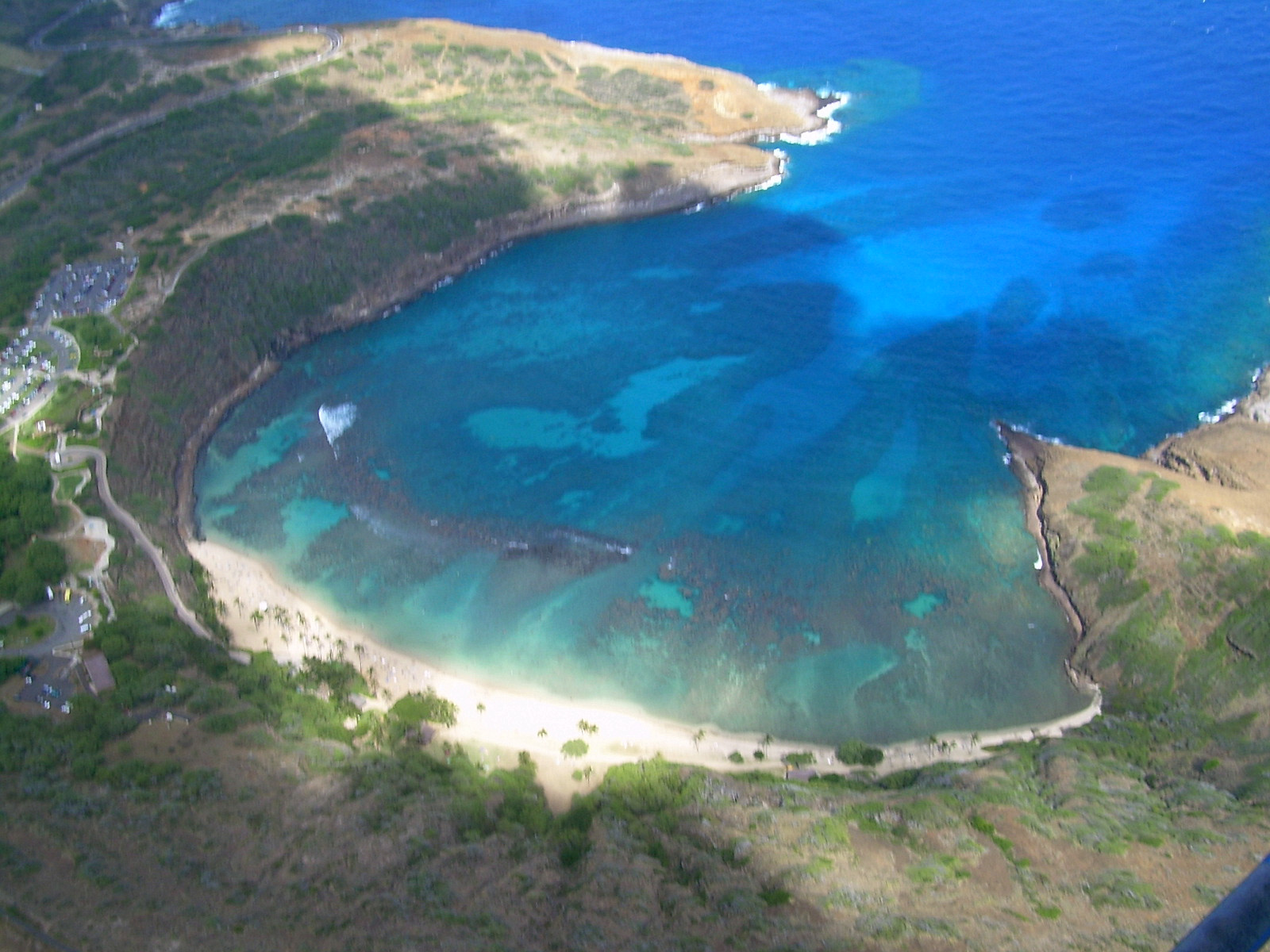
ハナウマ湾

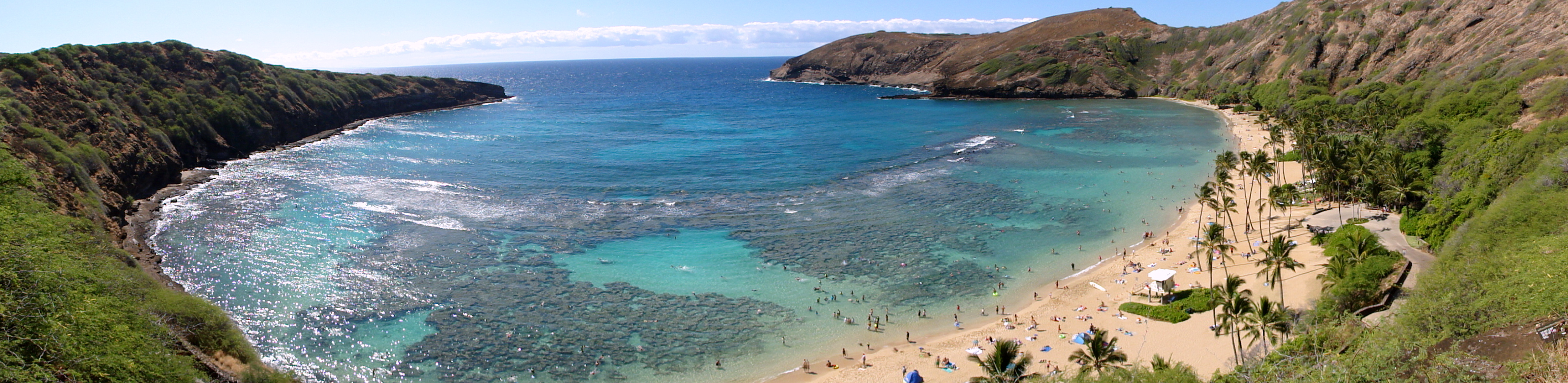
ハナウマ湾

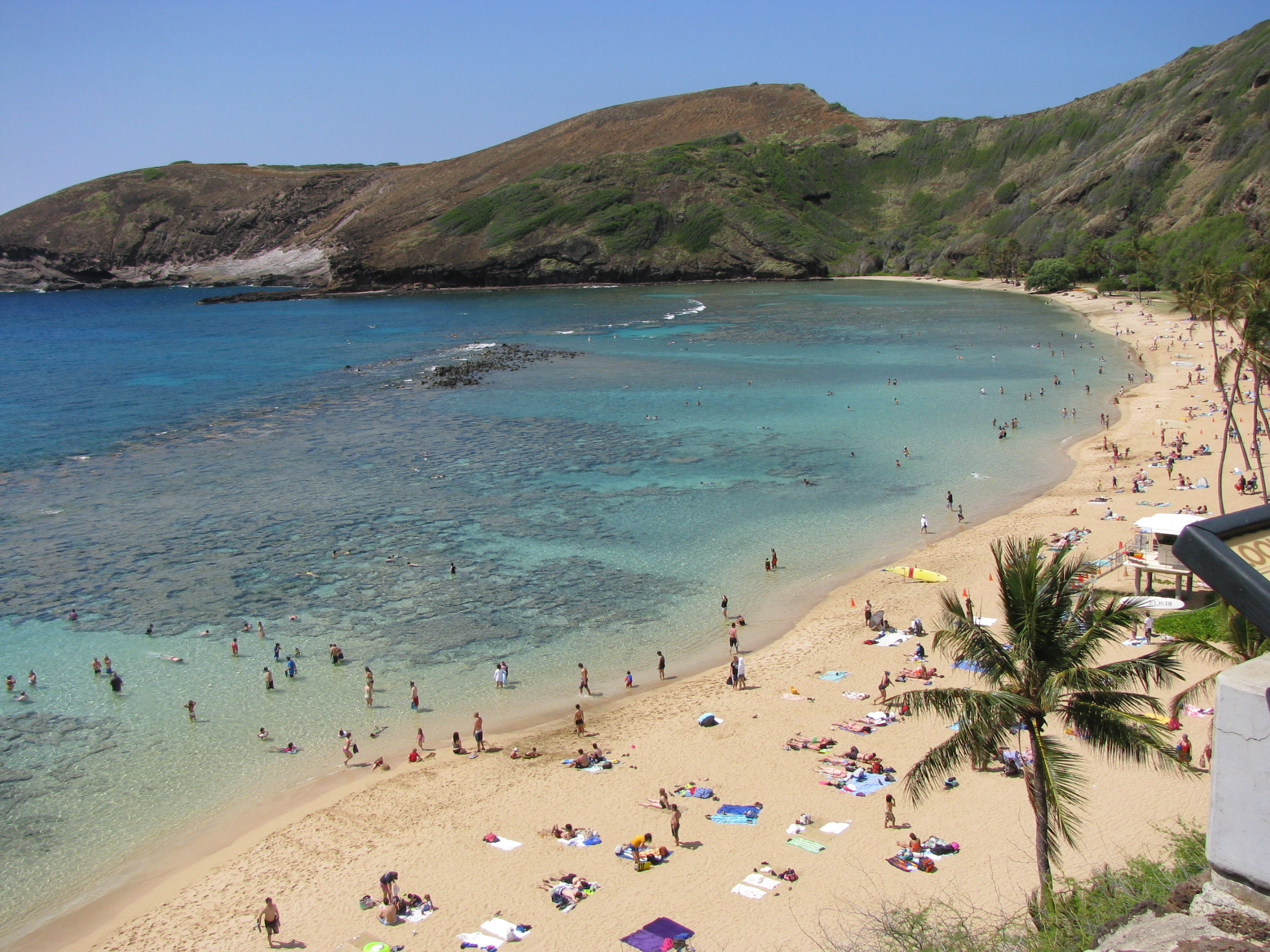
ハナウマ湾のビーチ

ハナウマ湾 (Hanauma Bay) は、アメリカ合衆国ハワイ州オアフ島南東部にある湾である。火山の噴火によってできたもので、タフリングに分類される。
現在では観光地として地元の人々や観光客から親しまれている。正式名称はハナウマ湾自然保護区(Hanauma Bay Nature Preserve)。英語ではHanauma Bayというため、ハナウマベイとも呼ばれている。入場料は1人1日につき$7.50。12歳以下の子供とハワイ州居住者は無料である。

## 禁止されている行為
ハナウマ湾では以下のような自然保護に関わる厳しい規則が設けられている。
- 公園内全体での飲酒
- 駐車場・ピクニックエリア以外での喫煙
- ボートの使用
- 釣り
- 動植物にエサをあげること
- 水溶性サンオイルを使うこと[3]
- ハナウマ湾すべての自然動植物の持ち帰り
- 海の中での砂場以外のところに立つこと・歩くこと[3]・座ること・触ること
- 足ひれで海底の砂を舞い上げること[3]
- 魚などの動植物に触ること
- トイレ以外で用を足すこと[3]
- 簡易テントを張ること

### 自然保護に関するビデオ
ハナウマ湾ではビーチに降りる前に9分間のビデオを見ることが義務付けられている。主に自然保護に関する教育ビデオであるが、ハナウマ湾の成り立ちや安全な海での遊び方なども含まれる。ビデオ自体は英語で上映される。ビデオは一年に一回だけ見ればいいことになっている。ビデオの後に映画館前方にあるリストに英語で名前を書くと、それ以降一年間は映画を見ずにビーチへ降りることが可能になる。次の来場時に入場してすぐ右手にあるインフォメーションデスクで自分の名前を検索してもらいスタンプを押してもらうことで映画を見ずにビーチへ直接行くことが出来る。